# Altica
{{Bảng phân loại
| image = Altica oleracea01.jpg
| image_caption = A. oleracea
| regnum = Animalia
| phylum = Arthropoda
| classis = Insecta
| ordo = Coleoptera
| familia = Chrysomelidae
| subfamilia = Galerucinae
| tribus = Alticini
| genus = Altica
| genus_authority = Geoffroy, 1762
| subdivision_ranks = 
| subdivision = 
| synonyms = 
Haltica Illiger, 1801
Graptodera Chevrolat, 1836
Rybakowia Jacobson, 1892
Altica là một chi lớn bọ cánh cứng thuộc phân họ Galerucinae, với khoảng 300 loài, phân bố gần như khắp thế giới. Chi này được đại diện tốt nhất ở vùng Neotropic, đại diện tốt ở miền Tân bắc và miền Cổ bắc, nhưng cũng xuất hiện ở miền nhiệt đới châu Phi, miền Ấn Độ - Mã Lai và miền Australasia. Các loài trông tựa nhau, chúng có màu xanh da trời-xanh lá cây kim loại, kích thước nhỏ, thường phân biệt với nhau bởi aedeagus. 

## Một số loài
- Altica aenescens (Weise, 1888)
- Altica albicornis Medvedev, 2004
- Altica alticola Wang, 1992
- Altica ampelophaga (Guérin-Méneville, 1858)
- Altica ampelophaga Guérin-Méneville-Méneville, 1858
- Altica ancyrensis (Weise, 1897)
- Altica bicarinata (Kutschera, 1860)
- Altica brevicollis Foudras, 1860
- Altica breviuscula Weise, 1900
- Altica bulgharensis Kral, 1969
- Altica carduorum (Guérin-Méneville, 1858)
- Altica carinthiaca (Weise, 1888)
- Altica chamaenerii Har. Lindberg, 1926
- Altica championi Kannan & Anand, 1992
- Altica copelandi Ciegler, 2006
- Altica cornivorax Kral, 1969
- Altica deserticola (Weise, 1889)
- Altica elaeagnusae Zhang, Wang & Yang, 2006
- Altica engstroemi Sahlberg, 1894
- Altica ericeti Allard, 1859
- Altica filipendulae Chashchina, 2006
- Altica fruticola Weise, 1888
- Altica globicollis (Weise, 1889)
- Altica graeca Kral, 1969
- Altica hampei (Allard, 1867)
- Altica helianthemi (Allard, 1859)
- Altica iberica Weise, 1892
- Altica impressicollis (Reiche, 1862)
- Altica inconspicua Kral, 1966
- Altica jarmilae Kral, 1979
- Altica longicollis (Allard, 1860)
- Altica lythri Aubé, 1843
- Altica madurensis Kannan & Anand, 1992
- Altica mohri Lopatin, 1990
- Altica oleracea (Linnaeus, 1758)
- Altica opacifrons Lindberg, 1938
- Altica palustris (Weise, 1888)
- Altica pontica (Ogloblin, 1925)
- Altica quercetorum Foudras, 1860
- Altica rosicola Kral, 1969
- Altica subcostata LeSage, 1990
- Altica talyshana Konstantinov in Lopatin & Konstantinov, 1995
- Altica tamaricis Schrank, 1785
- Altica tholimorpha (Zhang, 1994)
- Altica tsharynensis (Ogloblin, 1921)
- Altica viridula Weise, 1889
- Altica yunnana (Wang, 1992)
- Altica zangana Chen & Wang, 1981

## Hình ảnh

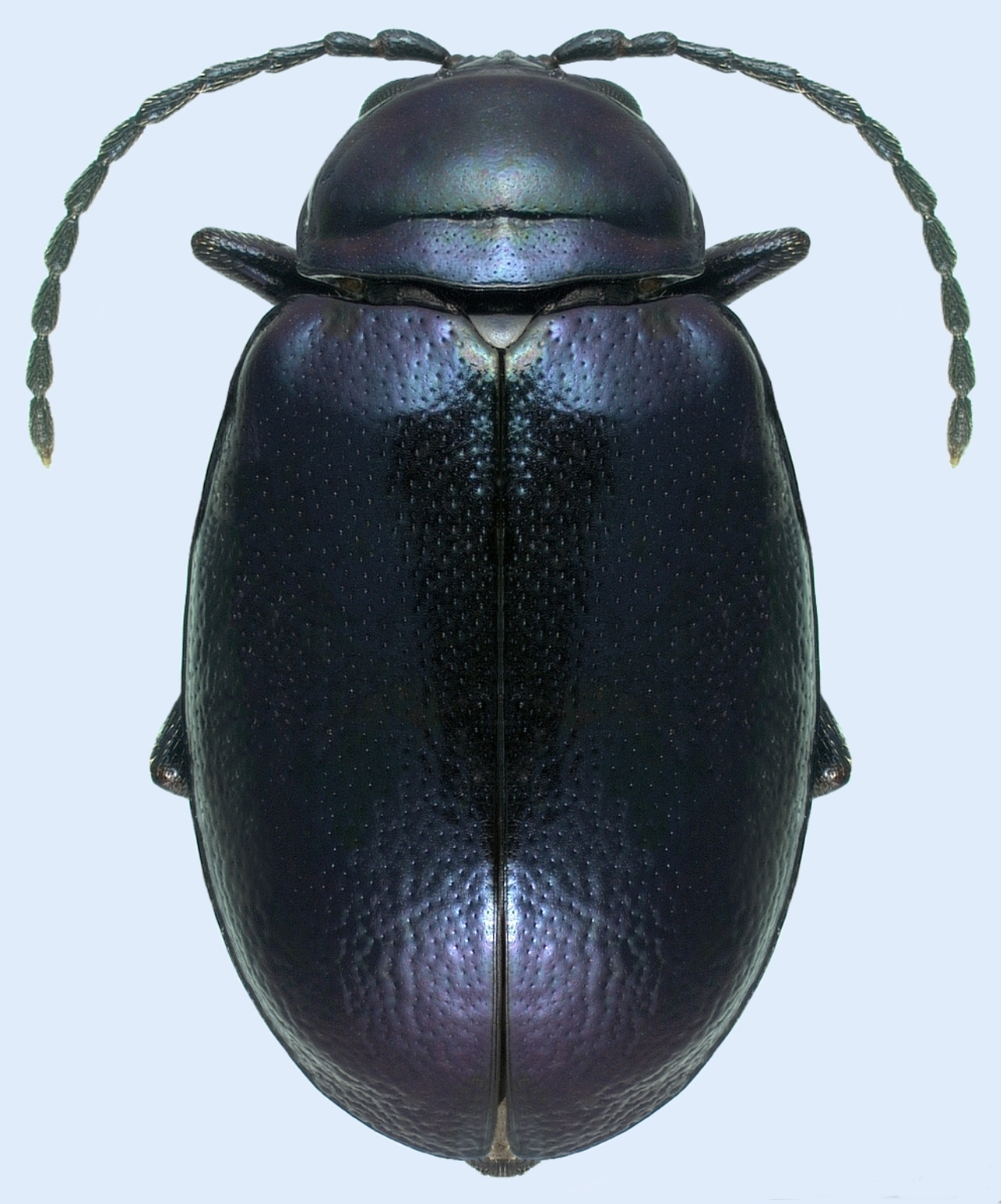
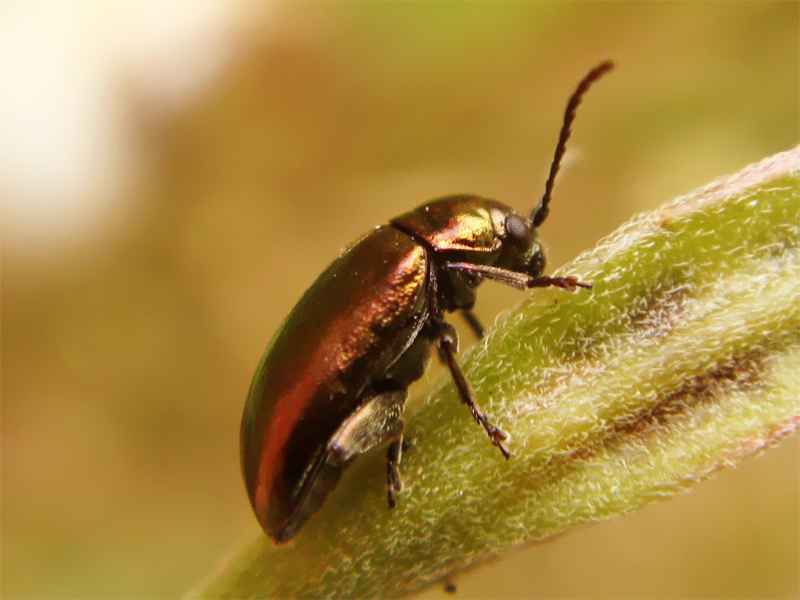
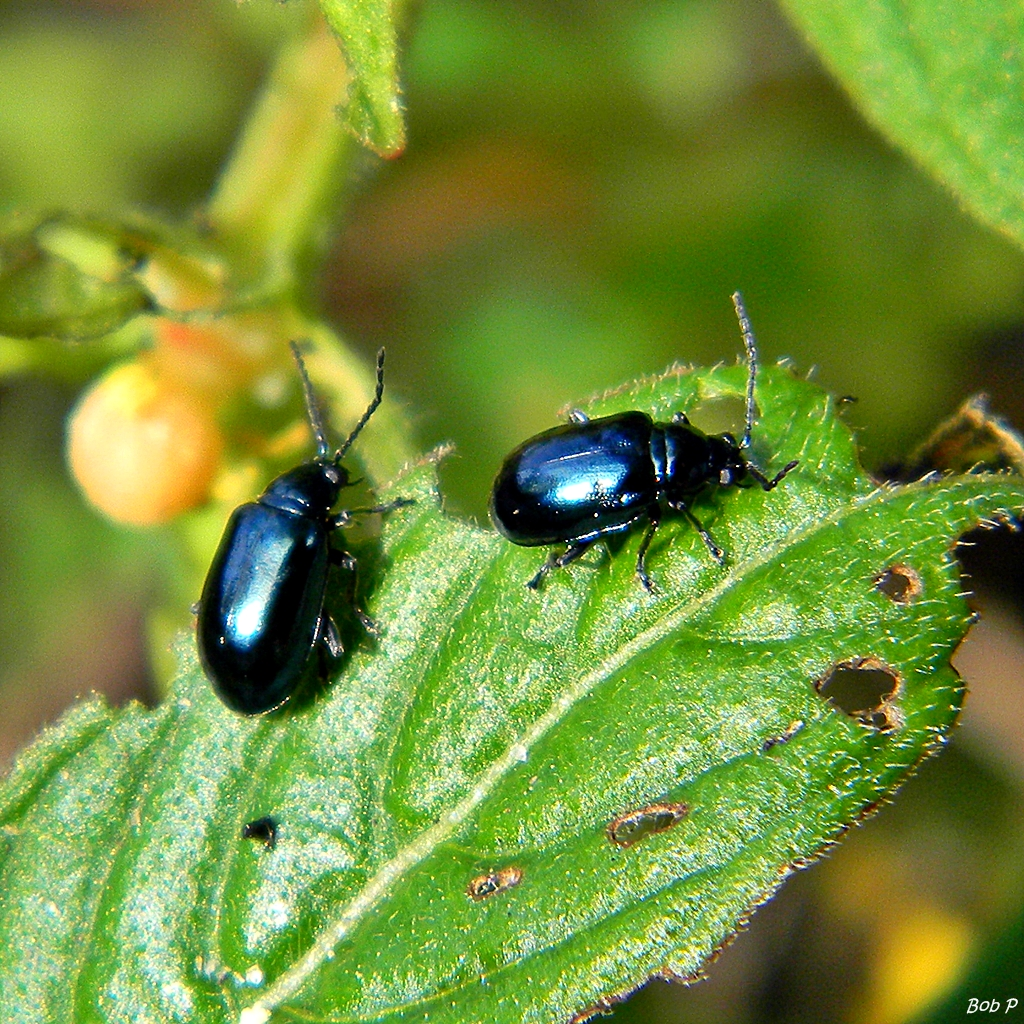
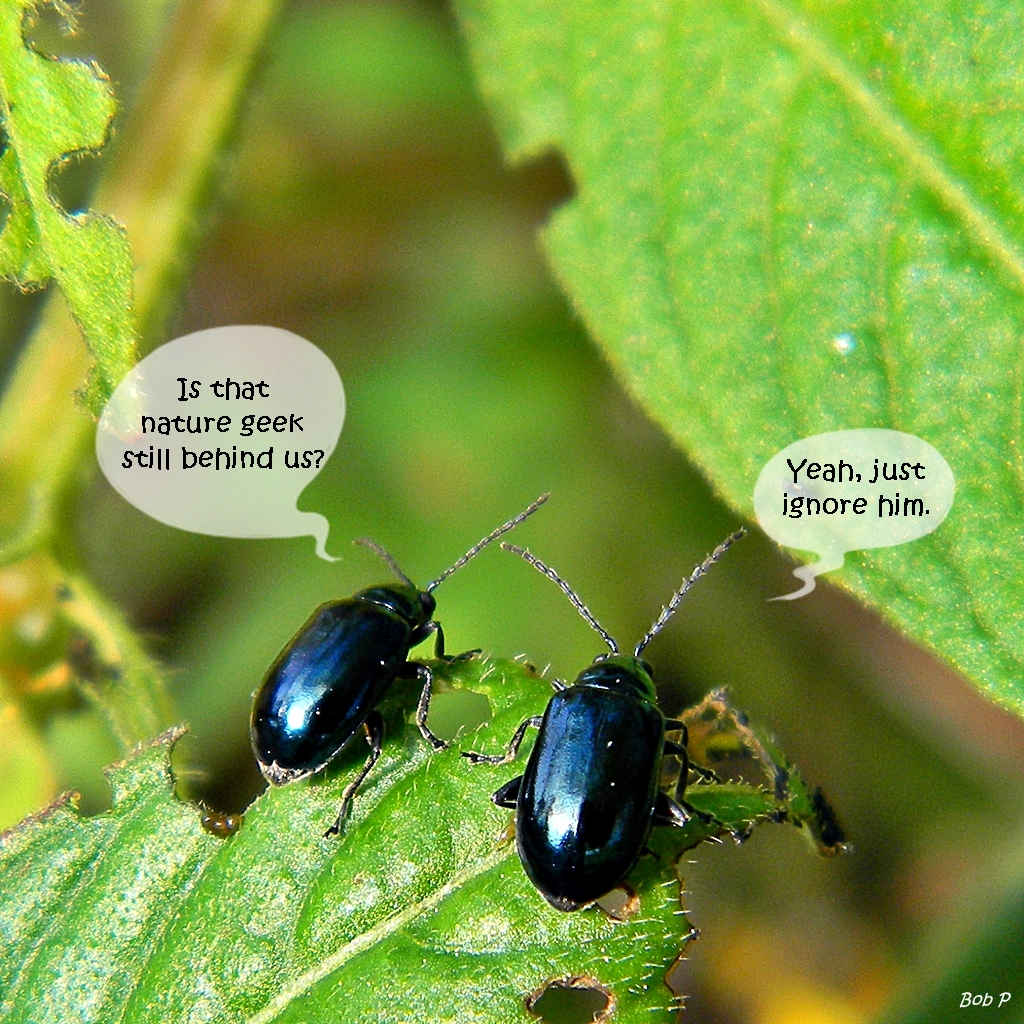